# Scott Fahlman

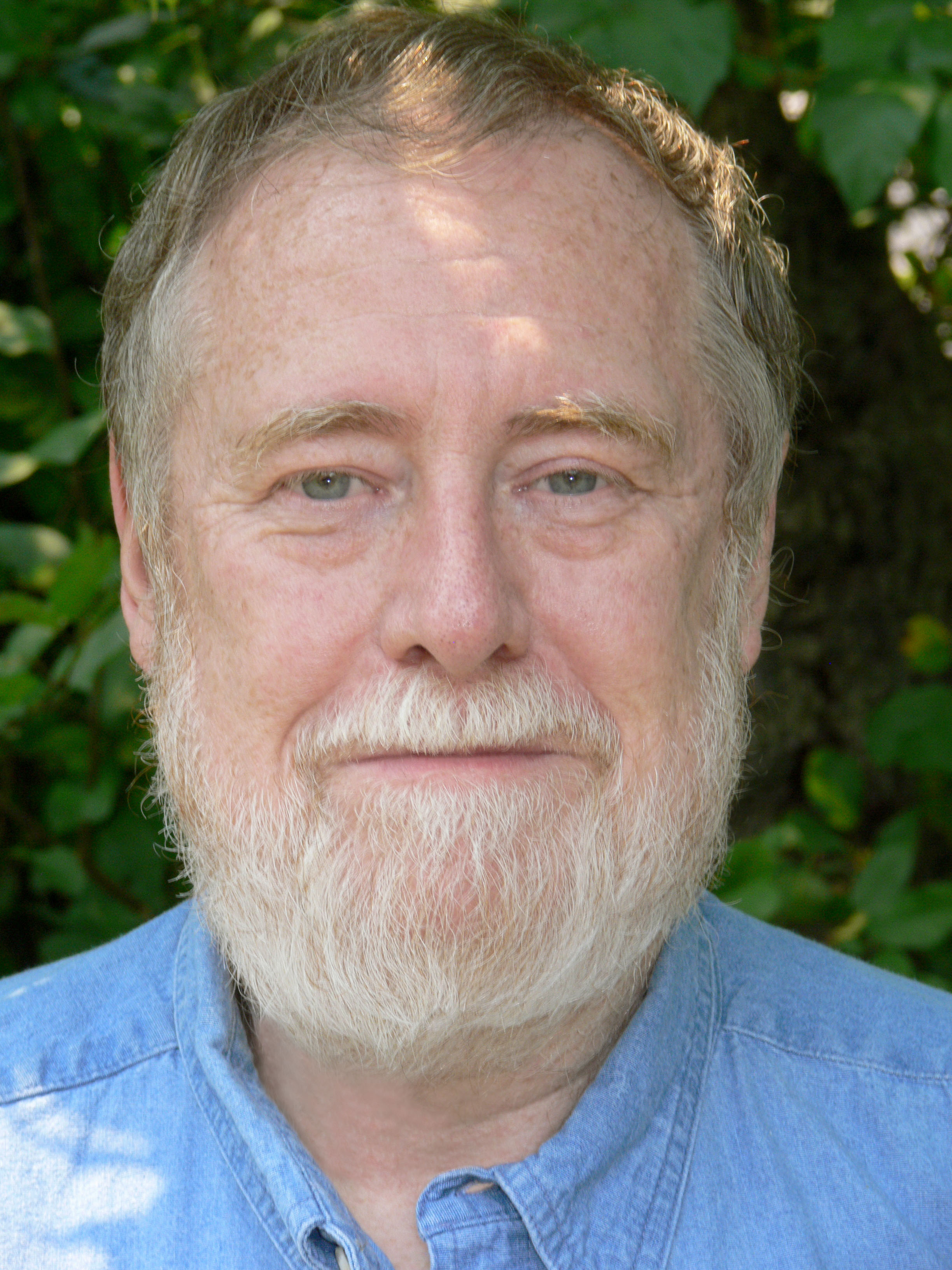
Scott Fahlman

Scott Elliot Fahlman (Medina (Ohio), 21 maart 1948) is een computerwetenschapper aan de Carnegie Mellon University. Binnen zijn vakgebied is hij onder meer bekend vanwege zijn pionierswerk op  gebieden als geautomatiseerde planning, semantische netwerken, neurale netwerken (en dan met name het zog. cascade correlatie algoritme) en de computertaal Common Lisp (vooral CMU Common Lisp). Meer recent heeft Fahlman zich vooral gericht op de constructie van een kennisbank, genaamd Scone, deels gebaseerd op zijn proefschrift over het semantische netwerk NETL.
Meer in het algemeen geniet hij vooral bekendheid omdat aan hem het allereerste gebruik van de zogenaamde "smiley" of "emoticon" wordt toegeschreven; een uit drie tekens bestaand symbool waarvan hij meende dat het gebruikers van het Carnegie Mellon bulletin board zou kunnen helpen serieuze mededelingen gemakkelijker van humor te onderscheiden. Voor dit doel stelde hij het gebruik van :-) en :-( voor; een voorstel dat al spoedig navolging bleek te vinden. Het oorspronkelijke message board-bericht waarin de voorgestelde symbolen voor het eerst werden gebruikt dateert van 19 september 1982. Dit bericht werd in 2002 teruggevonden op oude back-uptapes van de universiteit, door een team computerspecialisten die bevestiging zochten voor Fahlman's nog altijd omstreden claim. 
Het bericht luidde als volgt:
| 19-Sep-82 11:44 Scott E Fahlman :-) From: Scott E Fahlman <Fahlman at Cmu-20c> I propose that the following character sequence for joke markers: :-) Read it sideways. Actually, it is probably more economical to mark things that are NOT jokes, given current trends. For this, use :-( |

Fahlman ontving zijn bachelor's en master's degrees in 1973 aan het MIT, en zijn Ph.D., eveneens aan het MIT in 1977. Adviseurs voor zijn proefschrift waren Gerald Sussman en Marvin Minsky. Fahlman is een fellow van de American Association for Artificial Intelligence.
Van mei 1996 tot juli 2000 was Fahlman directeur van het Justsystem Pittsburgh Research Center.